# Acritus occidentalis
Acritus occidentalis är en skalbaggsart som beskrevs av Lea 1925. Acritus occidentalis ingår i släktet Acritus och familjen stumpbaggar. Inga underarter finns listade i Catalogue of Life.